# Pomnik założycieli miasta Tel Awiw
Pomnik założycieli miasta Tel Awiw (hebr. האנדרטה למייסדי העיר תל אביב) – pomnik położony przy bulwarze Rothschilda w osiedlu Lew ha-Ir w zachodniej części miasta Tel Awiw, w Izraelu. Znajduje się on naprzeciw historycznego budynku Domu Dizengoffa.

## Historia

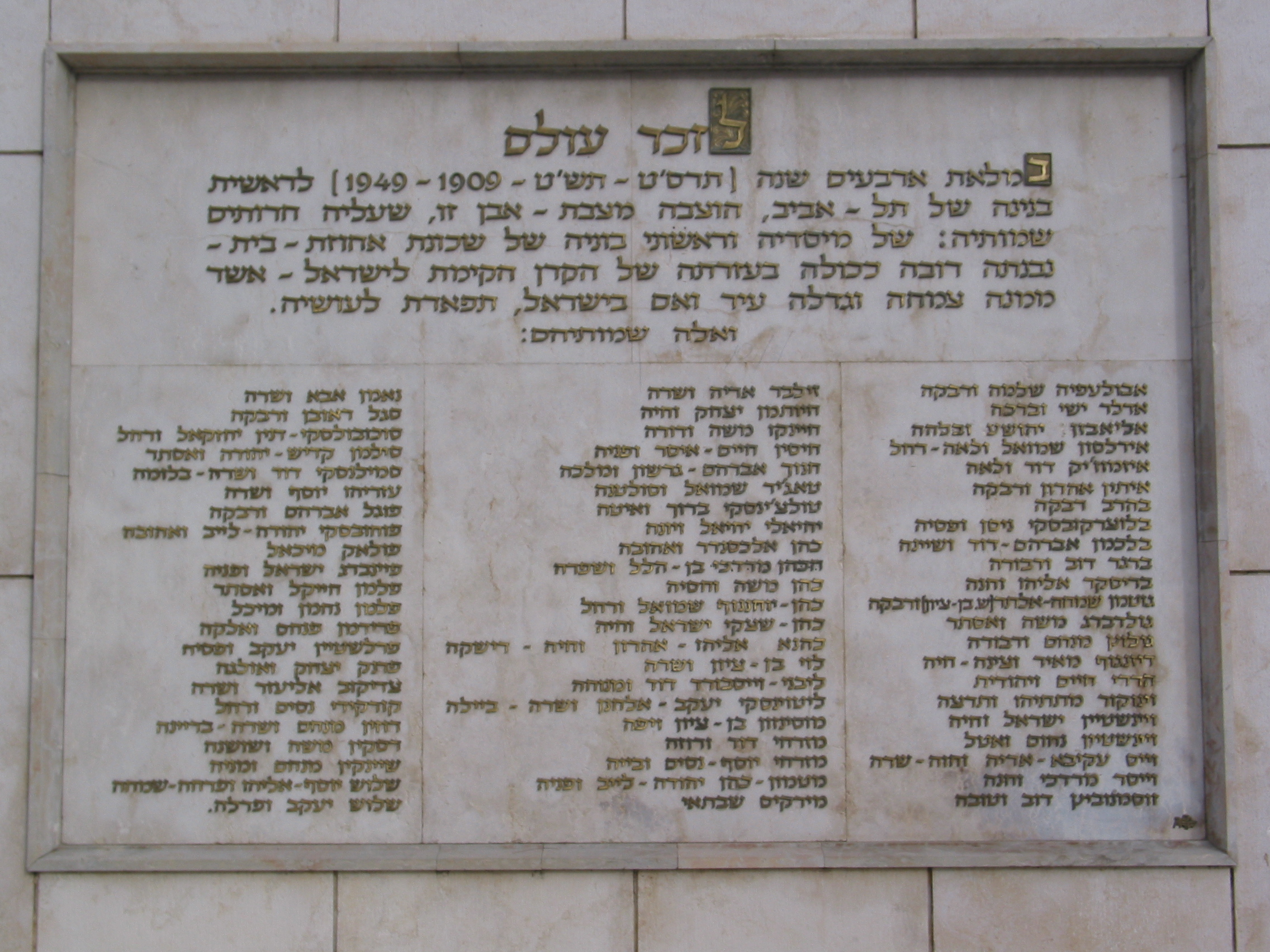
Lista założycieli miasta

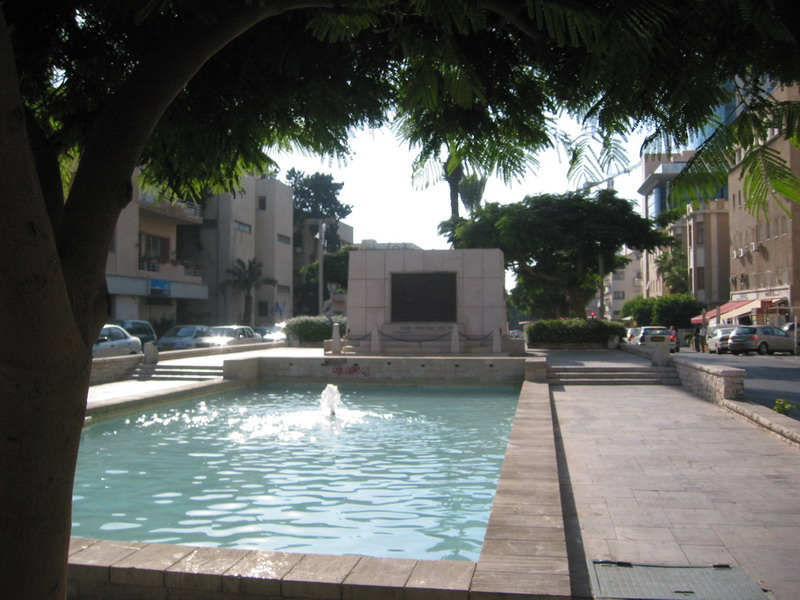
Przed pomnikiem znajduje się basen z fontanną

Pomnik wystawiono w miejscu, w którym w dniu 11 kwietnia 1909 odbyła się loteria w sprawie podziału działek budowlanych w nowej dzielnicy Ahuzat Bajit. W 1910 dla nowego osiedla przyjęto oficjalnie nazwę Tel Awiw.
Pomnik postawiono w 1949, w 40. rocznicę założenia miasta. Pojawiło się jednak wiele wahań, które opóźniły uroczystość inauguracji pomnika, która odbyła się 23 marca 1951 – w 90. rocznicę urodzin pierwszego burmistrza Tel Awiwu, Meir Dizengoffa.

## Opis pomnika
Pomnik stanowi jednolitą bryłę, przed którą umieszczono basen z fontanną. Celem takiej kompozycji było symboliczne pokazanie centrum żydowskiego miasta, które nie mogłoby się rozwijać bez dostępu do pitnej wody.
Front pomnika stanowi płaskorzeźba wykonana przez rzeźbiarza Aarona Fribera. Składa się ona z trzech warstw, ukazujących trzy etapy powstawania miasta:
- w dolnej części płaskorzeźby widoczni są robotnicy wykonujący ciężką pracę fizyczną. Można tu także dostrzec wydmy, na których powstało miasto, oraz pierwsza aleja wijąca się pomiędzy wydmami.
- w środkowej części widoczne są pierwsze domy powstałe przy ulicy Herzla. Można tu dostrzec charakterystyczne sylwetki Domu Dizengoffa oraz Gimnazjum Herclija.
- w górnej części widoczne są liczne budynki budowane w stylu międzynarodowym i eklektycznym. W tle widoczna jest panorama Tel Awiwu z drapaczami chmur.

Z tylnej strony pomnika umieszczono listę założycieli miasta.